# 100-е п. н. е.

## Догађаји и трендови
- 100 пХ - Птолемеј Апион наслеђује царство Киренајка.